# Fin Fang Foom
Fin Fang Foom é um personagem fictício e um dragão alienígena que aparece no universo Marvel. Fin Fang Foom apareceu pela primeira vez em Strange Tales vol. 1, nº 89 (Outubro de 1961).

## Biografia do personagem
É revelado em flashback que Fin Fang Foom é um ser alienígena do mundo de Kakaranathara (também conhecido como Maklu IV) no sistema estelar Maklu da Grande Nuvem de Magalhães. Os alienígenas chegam à Terra, na China antiga, com a intenção de conquistar o planeta. Usando seus poderes naturais de mudança de forma para imitar a forma humana, os alienígenas se infiltram na sociedade humana para estudá-la antes de começar sua conquista. Foom, o navegador, é a exceção e, agindo como reserva, é colocado em uma tumba em estado catatônico.
Em algum momento durante o início da Dinastia Qing, Fin Fang Foom atacou a Prefeitura de Tianjin por construir a mansão do governador no topo das linhas dos dragões da terra, mas foi impedido por Zheng Zu e a Sociedade das Cinco Armas.
Na década de 1960, é despertado pelo adolescente Chan Liuchow, cuja terra natal está sob ameaça do Partido Comunista da China. Liuchow convence Foom com a ameaça da erva, e conduz o dragão diretamente para o acampamento comunista, que é dizimado por Foom. Após isso, Liuchow leva-o de volta para sua tumba, onde a erva o faz retornar ao seu sono. Em algum ponto, o adormecido Fin Fang Foom é capturado pelo ancião do Universo conhecido como Colecionador, e aprisionado em sua coleção subterrânea de monstros. Quando o vilão conhecido como Toupeira ataca o local, Foom e os outros monstros escapam  e são mais tarde capturados pelo recém formada Quarteto Fantástico e depositados na ilha monstro. Foom, entretanto, não tem desejo algum em servir ao Toupeira (que usa a ilha como base) e vai embora, retornando à China e à hibernação.
Algum tempo depois um cientista chamado Doctor Vault consegue controlar mentalmente o dragão e faz com que ele ataque seu inimigo. Resistindo ao controle, Foom ao invés disso ajuda Colossus contra ainvasão alienígena - com a intenção de preservar o planeta para que a espécie dos dragões pudesse conquistá-lo posteriormente. O controle mental de Vault brevemente força Foom a lutar contra Colossus, Foom então se sobrepões ao seu oponente com artes marciais antes de libertar sua mente e retornar a hibernação  Anos mais tarde, Fin Fang Foom é mais uma vez despertado de seu descanso quando seu corpo é possuído pelo demônio Aan Taanu. Combatendo um grupo de aventureiros ocultos (incluindo o agora mais velho Chan Liuchow, já um Professor) conhecidos como a Legião da Noite em Nova York, Taanu é exorcisado do corpo de Foom, e o confuso dragão mais uma vez retorna à hibernação.

### Tempos modernos
Em algum ponto da era moderna, a embarcação do povo Makluan é encontrada por um homem que rouba 10 anéis sofisticados dele, e em consequência se torna o supervilão Mandarim. Anos mais tarde o Mandarim é levado ao Vale do Dragão Adormecido pelo capitão da embarcação, e encontra (e acorda) Fin Fang Foom, usando o dragão para ameaçar o governo chinês. Quando os outros Makluans tomam a forma humana para iniciar sua conquista, o Mandarim percebe que está sendo usado e junta suas forças com o Homem de Ferro para combater os dragões, terminando a batalha aparentemente com a completa aniquilação deles.

## Poderes e habilidades
Fin Fang Foom possui grande força super-humana; o limite do que ele consegue levantar excede as 1000 toneladas. Tem a capacidade de voar com suas asas a velocidades supersônicas, e é capaz de expelir chamas pela boca a grandes distâncias. Tem também grande resistência a ferimentos e não pode ser ferido por armas convencionais. É capaz de regenerar-se de feridas extremamente severas. Têm o tempo de vida muito amplo, tendo sobrevivido a vários séculos. Certa vez mostrou a habilidade de se transformar num grande número de lagartos. É também altamente inteligente, apesar de sua forma bestial. Foom já mostrou a capacidade de se comunicar telepaticamente. É também um mestre num estilo de luta que inspirou as artes marciais da terra. Após várias mortes, ele se tornou capaz de apropriar-se de vários objetos e pessoas e encontrar maneiras de criar um novo corpo exatamente igual ao primeiro. Ele também pode torcer e retorcer o seu corpo.

## Outras Mídias

### Televisão
- Fin Fang Foom era um vilão recorrente na série animada Homem de Ferro (1994-1995).
- Ele também aparece no desenho animado Esquadrão de Heróis como um dos servos do Dr. Destino.

### Vídeo games
- Fin Fang Foom aparece como um dos primeiros chefes no video game Marvel: Ultimate Alliance, com a voz de James Sie.
- Fin Fang Foom faz uma aparição no encerramento do personagem Arthur no video game Ultimate Marvel vs Capcom 3.
- Fin Fang Foom é um personagem desbloqueável em "Lego Marvel Avengers".

### Séries
- O personagem é citado na série "The Big Bang Theory"  por Raj, no episódio 16 da 3ª temporada.

### Filmes
- Uma versão de Fin Fang Foom aparece na animação O Invencível Homem de Ferro.